# Die Ärzte
Die Ärzte (tyska: läkarna) är ett tyskt punkrock-band från Berlin. De bildades 1982. Bandet består av Farin Urlaub (sång, gitarr) och Bela B. (sång, trummor). Från början sjöng och spelade Sahnie basgitarr. Han ersattes senare av Hagen Liebing (1986–1988), som i sin tur ersattes av Rodrigo Gonzalez.
Bandet har släppt en hel rad album och singlar. Sedan de släppte sin succésingel "Männer sind Schweine" är bandet känt över hela Tyskland. Men de är även framgångsrika i Österrike och Schweiz. Albumet Die Bestie in Menschengestalt har kommit på 29:e platsen i Danmark.
Deras musik är delvis politisk. Singeln "Schrei nach Liebe" till exempel är en låt mot nynazismen. De mest kända låtarna är "Zu spät" (som var en sommarhit 1988), "Schrei nach Liebe", "Männer sind Schweine", "Manchmal haben Frauen" och "Unrockbar". 
Bandet använder bilder på den bakbundna kvinnan Sweet Gwendoline, en seriefigur ursprungligen skapad av John Willie, som sin symbol och har också skrivit en låt om henne ("Sweet, Sweet Gwendoline").

## Diskografi
Album
- 1983: Uns geht's prima...
- 1984: Debil
- 1985: Im Schatten der Ärzte
- 1986: Die Ärzte
- 1988: Das ist nicht die ganze Wahrheit...
- 1993: Die Bestie in Menschengestalt
- 1995: Planet Punk
- 1996: Le Frisur
- 1998: 13
- 2000: Runter mit den Spendierhosen, Unsichtbarer!
- 2003: Geräusch
- 2007: Jazz ist anders
- 2012: auch
- 2020: Hell

Singlar
- 1984: "Paul"
- 1985: "Zu spät"
- 1985: "Soundtrack „Richy Guitar“"
- 1985: "Wegen Dir"
- 1986: "Du willst mich küssen"
- 1986: "Für immer"
- 1986: "Ist das alles?"
- 1987: "Gehn wie ein Ägypter"
- 1987: "2000 Mädchen"
- 1988: "Radio brennt"
- 1988: "Ich ess' Blumen"
- 1988: "Westerland"
- 1988: "Der Ritt auf dem Schmetterling"
- 1989: "Teenager Liebe"
- 1989: "Bitte bitte"
- 1993: "Schrei nach Liebe"
- 1993: "Mach die Augen zu"
- 1994: "Friedenspanzer"
- 1994: "Quark"
- 1995: "Ein Song namens Schunder"
- 1995: "Hurra"
- 1995: "3-Tage-Bart"
- 1996: "Mein Baby war beim Frisör"
- 1998: "Männer sind Schweine"
- 1999: "Goldenes Handwerk"
- 1999: "1/2 Lovesong"
- 1999: "Rebell"
- 1999: "Elke" (live)
- 2000: "Wie es geht"
- 2000: "Manchmal haben Frauen..."
- 2001: "Yoko Ono"
- 2001: "Rock'n'Roll-Übermensch"
- 2002: "Komm zurück" / "Die Banane" (unplugged)
- 2003: "Unrockbar"
- 2003: "Dinge von denen"
- 2004: "Nichts in der Welt"
- 2004: "Deine Schuld"
- 2004: "Die klügsten Männer der Welt"
- 2007: "Junge"
- 2008: "Lied vom Scheitern"
- 2008: "Lasse redn"
- 2009: "HimmelblauPerfektBreit"
- 2012: "zeiDverschwÄndung"
- 2020: "Morgens pauken"
- 2020: "True Romance"